# Schindelwald
Schindelwald ist ein Gemeindeteil des Marktes Grafengehaig im oberfränkischen Landkreis Kulmbach. Schindelwald liegt in der Gemarkung Eppenreuth.

## Geografie
Der Weiler liegt am Westhang einer Erhebung des Frankenwaldes, gegen Osten fällt das Gelände ins Tal des Vollaufmühlbachs ab, eines rechten Zuflusses des Großen Rehbachs. Eine Gemeindeverbindungsstraße führt nach Eppenreuth zur Staatsstraße 2158 (0,9 km nordwestlich) bzw. zur St 2158 (0,4 km südlich).

## Geschichte
1609 bestand der Ort aus zwei Höfen, die zu diesem Zeitpunkt Hans Wilhelm von Guttenberg gehörten. Gegen Ende des 18. Jahrhunderts bestand Schindelwald aus vier Anwesen (2 Halbhöfe, 2 Gütlein). Das Hochgericht übte das Burggericht Guttenberg aus. Es hatte ggf. an das bambergische Centamt Marktschorgast auszuliefern. Das Burggericht Guttenberg war Grundherr sämtlicher Anwesen.
Mit dem Gemeindeedikt wurde Schindelwald dem 1812 gebildeten Steuerdistrikt Eppenreuth und der im selben Jahr gebildeten Ruralgemeinde Eppenreuth zugewiesen. Im Zuge der Gebietsreform in Bayern wurde Schindelwald am 1. Januar 1972 nach Grafengehaig eingegliedert.

### Einwohnerentwicklung
| Jahr      | 001818 | 001819 | 001861 | 001871 | 001885 | 001900 | 001925 | 001950 | 001961 | 001970 | 001987 |
| Einwohner |        | *      | 27     | 32     | 43     | 42     | 35     | 38     | 26     | 27     | 25     |
| Häuser    | 4      |        |        |        | 5      | 7      | 7      | 7      | 7      |        | 9      |
| Quelle    | [ 7 ]  | [ 10 ] | [ 11 ] | [ 12 ] | [ 13 ] | [ 14 ] | [ 15 ] | [ 16 ] | [ 17 ] | [ 18 ] | [ 1 ]  |

## Religion
Schindelwald ist seit der Reformation evangelisch-lutherisch geprägt und bis heute nach Zum Heiligen Geist (Grafengehaig) gepfarrt.